# Carlos Villela
Carlos Villela (Remanso, ) é um cantor e compositor brasileiro radicado em Salvador. Começou a sua carreira na década de 1970. Teve composições gravadas por artistas como Ivete Sangalo, Targino Gondim, ou Fagner.

## Biografia
Nascido em Remanso, mudou-se com os pais para Bom Jesus da Lapa quando aquela cidade foi inundada pela construção da Barragem de Sobradinho, morando com a família na vila de pescadores.
Ligado ao forró tradicional, costuma gravar especialmente xotes e baiões num estilo mais romântico como Dominguinhos, que participou de seu álbum "Forró sem Fronteiras".
Entre 2012 e 2018 realizou o projeto "Viva Gonzagão – Villela Convida" na capital baiana, que teve início para comemorar o centenário de Luiz Gonzaga e ao longo de suas edições apresentou artistas como Adelmário Coelho, Maciel Melo e Zelito Miranda. Compôs o clipe em homenagem ao aniversário de 450 anos de Salvador, gravado por Ivete Sangalo.
Em 2016 apresentou no Recife, com coreografia do Balé Popular do Recife, o espetáculo musical infantil "Joanina: A Origem do São João".

## Discografia
- Pra ter forró (1998)
- Pode se apaixonar (2002)
- Forró pra ouvir e dançar (2006)
- Forró sem fronteiras